# Stade de Dosso
Stade de Dosso to wieloużytkowy stadion znajdujący się w mieście Dosso, w Nigrze. Na tym stadionie swoje mecze rozgrywa drużyna piłkarska Entente FC. Stadion może pomieścić 7000 osób.